# Acalolepta bisericans
Acalolepta bisericans là một loài bọ cánh cứng trong họ Cerambycidae.